# Византийско-венгерская война (1163—1167)
Византийско-венгерская война 1163—1167 — вооруженный конфликт между Византийской империей Мануила I Комнина и Венгерским королевством Иштвана III.

## Политическая ситуация
Византийско-венгерские войны 1151—1156 закончились безрезультатно. В последующие годы Мануил был отвлечен войнами в Италии и Малой Азии. Геза II установил союзнические отношения с Фридрихом Барбароссой, но после разрыва между императором и папой отказался поддерживать Фридриха и в 1161 предложил антигерманский союз Людовику VII и Александру III. В самой Венгрии знать была разделена на соперничающие группировки. Братья короля Иштван и Ласло устраивали заговоры, а после их провала были вынуждены бежать в Византию.

## Династическая борьба в Венгрии
Младший из братьев, Иштван, женился на племяннице императора Марии, дочери севастократора Исаака Комнина, по-видимому, принял православие, и полностью подчинился византийскому влиянию, в то время как его старший брат Ласло, благоразумно не стал компрометировать себя браком с Комнинами, чтобы не выглядеть византийским ставленником. Когда 31 мая 1162 умер Геза II, Мануил немедленно выступил в Софию, а в Срем направил войско Андроника Контостефана, предложившего венграм провозгласить королём Иштвана. В Венгерском королевстве ещё не укрепилось правило передачи короны от отца к сыну, и братья короля выдвигали свои претензии, опираясь на старинные обычаи наследования по старшинству, родственные тюркским и славянским (лествичное право). Кандидатура Иштвана не пользовалась популярностью по двум причинам: он был младшим братом, и венгры подозревали в нём ставленника Мануила. В июле 1162 королём был провозглашен Ласло, и преемник Гезы Иштван III уже через шесть недель после прихода к власти был вынужден бежать в Пожонь, а затем под защиту австрийского герцога Генриха Ясомирготта. При этом, по сообщению Иоанна Киннама, младший брат Иштван был провозглашен наследником с титулом урума и получил на юге страны обширное герцогство.
Ласло II умер уже 14 января 1163. Иштван был провозглашен королём, но если юго-восточные области, где было значительное православное население, частично его поддерживали, то жители центральной и северной Венгрии относились к нему враждебно. Фридрих Барбаросса также был недоволен происходящим и начал формировать коалицию для вторжения в Венгрию. К этому блоку примкнул сербский жупан Деса, атаковавший область Дендру, которую недавно передал Мануилу. После пяти месяцев правления Иштван IV был разбит при Секешфехерваре и бежал из страны. Он просил помощи у Фридриха, а затем отправился в Византию. Мануил предоставил ему деньги и войско для отвоевания родовых владений.

## Кампания 1163 года
Мануил встал лагерем у Ниша, чтобы заняться наведением порядка в Сербии и наблюдать за Венгрией, а на помощь Иштвану IV послал войско Алексея Контостефана.
Иштван III, в основном, опирался на германскую поддержку. Его союзниками были Генрих Ясомирготт и Владислав II Чешский. Столкнувшись с угрозой византийского вторжения, венгерский король обратился к Владиславу за помощью, но чешские бароны после возвращения из миланского похода не хотели участвовать в новой иностранной кампании.
Не имея достаточных сил для противостояния византийцам, Иштван III согласился на переговоры. Понимая, что восстановить на троне Иштвана IV не удастся, император направил в Венгрию послом Георгия Палеолога, и тот договорился о помолвке младшего брата короля, Белы, с дочерью Мануила Марией. Бела был отправлен на воспитание в Византию, и ему были переданы земли, выделенные в 1161 отцом (территории Далмации и Паннонии). По-видимому, византийцы добились присоединения к этим районам Срема. Таким образом императору удалось установить непрямой контроль над этими территориями. В Константинополе Бела получил имя Алексей и недавно созданный титул деспота.

## Кампания 1164 года
Вскоре соглашение было сорвано. Весной 1164 Иштван IV вторгся в юго-восточную Венгрию, где имел немало сторонников. В марте его представители прибыли в Парму, где пытались заручиться поддержкой Фридриха Барбароссы, которому обещали 3 тыс. марок. Иштван III собрал войска, в том числе союзные отряды немцев, чехов, во главе с Владиславом II, и половцев, и двинулся против него в Срем. Воины начали покидать Иштвана IV и переходить к его противнику, и вскоре претендент оказался в трудном положении. Императору пришлось отложить поход в Киликию, и вместо этого снова выступить к Дунаю, чтобы «возвратить Беле отцовское наследие и избавить Стефана от предстоявших ему бедствий».
Переправившись через Саву, Мануил встал у слияния Тисы и Дуная. Оттуда он направил Андроника Контостефана на помощь Иштвану, а сам двинулся вглубь венгерской территории, достигнув Петроварадина, за которым начиналась собственно Венгрия. Из этого места он направил Иштвану III послание:

Сын мой! Мы пришли не воевать с гуннами, а возвратить твоему брату Беле страну, которую приобрели не насилием, но которая отдана ему как тобой, так ещё прежде — вашим отцом. Пришли мы также и для избавления от опасности дяди твоего Стефана, сделавшегося уже зятем нашему величеству. Итак, если тебе угодно, чтобы и Бела был нам зять, — на что ты уже и соглашался,— то не лучше ли уступить ему страну и пользоваться нашим расположением?— Иоанн Киннам. V, 6.
Император вступил в переговоры с Владиславом Чешским, которому напомнил о клятве, данной последним в Константинополе, на обратном пути из крестового похода. Чешский герцог согласился принять роль арбитра. В этих условиях Иштвану III также пришлось начать переговоры. Он согласился вернуть Срем Беле, но потребовал, чтобы император прекратил поддерживать Иштвана IV и заставил его покинуть венгерскую территорию. Мануил принял эти условия и выступил в обратный путь. По словам Иоанна Киннама, он пытался убедить Иштвана IV прекратить военные действия, так как стало ясно, что претендент не пользуется достаточной поддержкой. Тем не менее, он оставил при нём к северу от Дуная отряд под командованием Никифора Халуфы.

## Кампания 1165 года
Иштван III снова выступил в поход против дяди. Никифор Халуфа не стал дожидаться его наступления и увел свои войска в Срем, куда вскоре прибыл Иштван IV, снова разбитый и едва избежавший плена. Весной 1165 Иштван III вторгся в Срем и осадил Земун. Император направил послание с требованием вывести венгерские войска из провинции. Венгерский король его проигнорировал. Тогда Мануил «решился опять возвести на престол Стефана-дядю, хотя прежде не хотел этого». В Киев к Ростиславу Мстиславичу был послан Мануил Комнин, за вспомогательным войском, согласно прежним договорам. Византийский посланник упрекнул великого князя за потворство Ярославу Осмомыслу, изменившему союзу с империей и предоставившему убежище Андронику Комнину. К самому Ярославу, выдавшему дочь за Иштвана III, император направил письмо и убедил вернуться к союзу с Византией и расторгнуть брак. Помощь потребовали от великого жупана Рашки, Генрих Ясомирготт обещал выступить на стороне Византии, и, наконец, Фридрих Барбаросса согласился поддержать войну против Венгрии. Иштван III оказался в международной изоляции.
Венгерский король тем временем продолжал осаду Земуна, где укрепился его дядя. На помощь осажденным император послал значительный отряд под командованием Михаила Гавры и Иосифа Вриенния, а также корабли. Осада затянулась, так как венгры не могли блокировать город со стороны реки, и византийцы доставляли подкрепления и припасы по воде. Попытка венгров атаковать вражеский флот была неудачной. Все же у короля нашлись сторонники среди осажденных: Иштван IV был отравлен, после чего Земун сдался и венгры овладели Сремом. Далмация также была захвачена.
Император собрал войска в Софии и в конце июня прибыл к Дунаю. С венецианцами было заключено соглашение, и они выставили 100 кораблей для отвоевания Далмации. Операция началась в мае, и вскоре Трогир, Шибеник, Диоклея, Салона и другие города, общим числом 57 были подчинены Иоанном Дукой. Венецианцы захватили Задар и острова Брач, Хвар и Вис.
Император с боем переправился через Саву и осадил Земун. В этом походе он проявил свою обычную храбрость: первым высадился на вражеский берег, сражался с венграми под стенами крепости, а когда была построена подвижная осадная башня, советники едва отговорили императора от намерения подняться на неё и участвовать в бою в первых рядах штурмующих.
Когда стало известно о приближении войска Иштвана, Мануил оставив часть сил продолжать осаду, выступил против венгров. После нескольких дней штурма, в котором участвовал помилованный Андроник Комнин, византийцам удалось обрушить стены на одном из участков, и защитники были вынуждены сдаться. По просьбе Белы император не стал их казнить, а отправил в темницу, в самом же городе византийцы устроили беспощадную резню. Узнав о падении Земуна, Иштван направил к Мануилу послов, соглашаясь вернуть Срем и Далмацию. Император с иронией ответил посланникам:

Сирмий в наших руках, Зевгмин в нашей власти, Далмацией тоже владеем мы. Мы — господа над всем тем, что вы нам теперь столь милостиво отдаете. Разве есть у вас другой Сирмий? Разве где-нибудь есть другой Зевгмин и другая Далмация, для отдачи которых вы пришли к нам? Если есть, покажите, чтобы мы тотчас протянули к ним свои руки и взяли их.— Иоанн Киннам. V, 16.
Затем он все же согласился на заключение мирного договора, три основные условия которого состояли в следующем:
- Срем и Далмация возвращаются Беле.
- Хорватия и Босния становятся вассалами Византии
- Коронация венгерского короля должна проводиться с согласия императора

Отправляясь в Константинополь, император оставил Константина Ангела и Василия Трипсиха восстанавливать Земун. Также он распорядился усилить укрепления Белграда, Ниша и Браничева.
В 1165 Бела-Алексей и Мария были официально провозглашены наследниками Мануила, не имевшего сыновей. В случае осуществления этого проекта Срем и Далмация вошли бы в состав империи.

## Кампания 1166 года
Условия договора были невыгодны для Иштвана, и в 1166 он отправил в Срем экспедицию во главе с графом Денешем. Император направил против венгров войско под командованием Михаила Гавры и Михаила Враны. Опытный Врана был поставлен под начало молодого и самонадеянного Гавры, женатого на племяннице Мануила и назначенного дукой Ниша и Браничева. В результате византийское войско было разбито и бежало к Земуну. После этого император решил нанести по Венгрии удары с трех сторон. Первое войско, под командованием Белы (фактически командовал протостратор Алексей Аксух) атаковало в Среме. Второе, во главе с Львом Ватацем, продвигалось от Чёрного моря и, присоединив ополчение валахов, вторглось в Трансильванию. Третье войско напало «с горных возвышенностей на принадлежащую гуннам Тавроскифию». Это войско возглавляли Андроник Лампарда и Никифор Петралифа под верховным командованием Иоанна Дуки.
Во время этой кампании в Софию прибыл с женой Генрих Ясомирготт. Он выступал посредником между Мануилом и Иштваном, а также привез императору мирные предложения Фридриха Барбароссы. Мануил согласился на перемирие с венграми, а Фридриху, которого подозревал во враждебных намерениях, не дал окончательного ответа. На обратном пути австрийский герцог договорился о браке Иштвана со своей дочерью, укрепив тем самым собственное влияние в королевстве. Венгры при поддержке хорватской знати попытались овладеть Далмацией, но не смогли взять хорошо укрепленные города, к тому же получившие от императора значительные привилегии, и смогли лишь захватить в плен Никифора Халуфу, неосторожно вошедшего на занятую врагом территорию с небольшим отрядом.

## Кампания 1167 года
В 1167 война возобновилась. Существует предположение, что королю Иштвану было невыгодно нарушать мир, но он уже не контролировал венгерскую знать, возмущенную тем, что иностранцы, сговорившись между собой, решают судьбу страны. Император задержался с посылкой войск, так как в начале года получил тяжелую травму при игре в поло. После пасхи он принял в Филиппах венгерских послов, но соглашения достигнуть не удалось, и в Софии начался сбор войск. Главнокомандующим был назначен Андроник Контостефан. 15-тыс. армия Денеша вторглась в Срем, но 8 июля потерпела сокрушительное поражение, решившее исход войны.
Победа была отпразднована пышным триумфальным шествием. Источники ничего не сообщают о заключении мира, но, очевидно, что в результате войны Срем, Далмация и часть Хорватии уже напрямую отходили Византийской империи. В Среме была создана фема Сирмий, а Далмация разделена на два округа.

## Итоги
Победа над венграми стала вершиной успехов Мануила I. К 1166 император присоединил к своей титулатуре эпитет Венгерский (Οὑγγρικός), как знак своего сюзеренитета над этой страной. Под власть империи удалось вернуть давно утраченные территории, а после вступления на престол Венгрии воспитанника императора короля Белы III можно было надеяться на усиление византийского влияния в этой стране. Однако, эти достижения оказались эфемерными. Разгром при Мириокефале и смерть Мануила привели к стремительному упадку Византии, за несколько лет потерявшей значительную часть Балканского полуострова. В 1180—1185 венгры вернули себе Далмацию и Срем.